# Горња Будрика
Горња Будрика (алб. Budrikë e Epërme; до 1975. — Горња Будрига) је насеље у општини Витина, Косово и Метохија, Република Србија.

## Становништво
| Демографија | Демографија | Демографија |
| Година      | Становника  | Становника  |
| ----------- | ----------- | ----------- |